# David Dreier

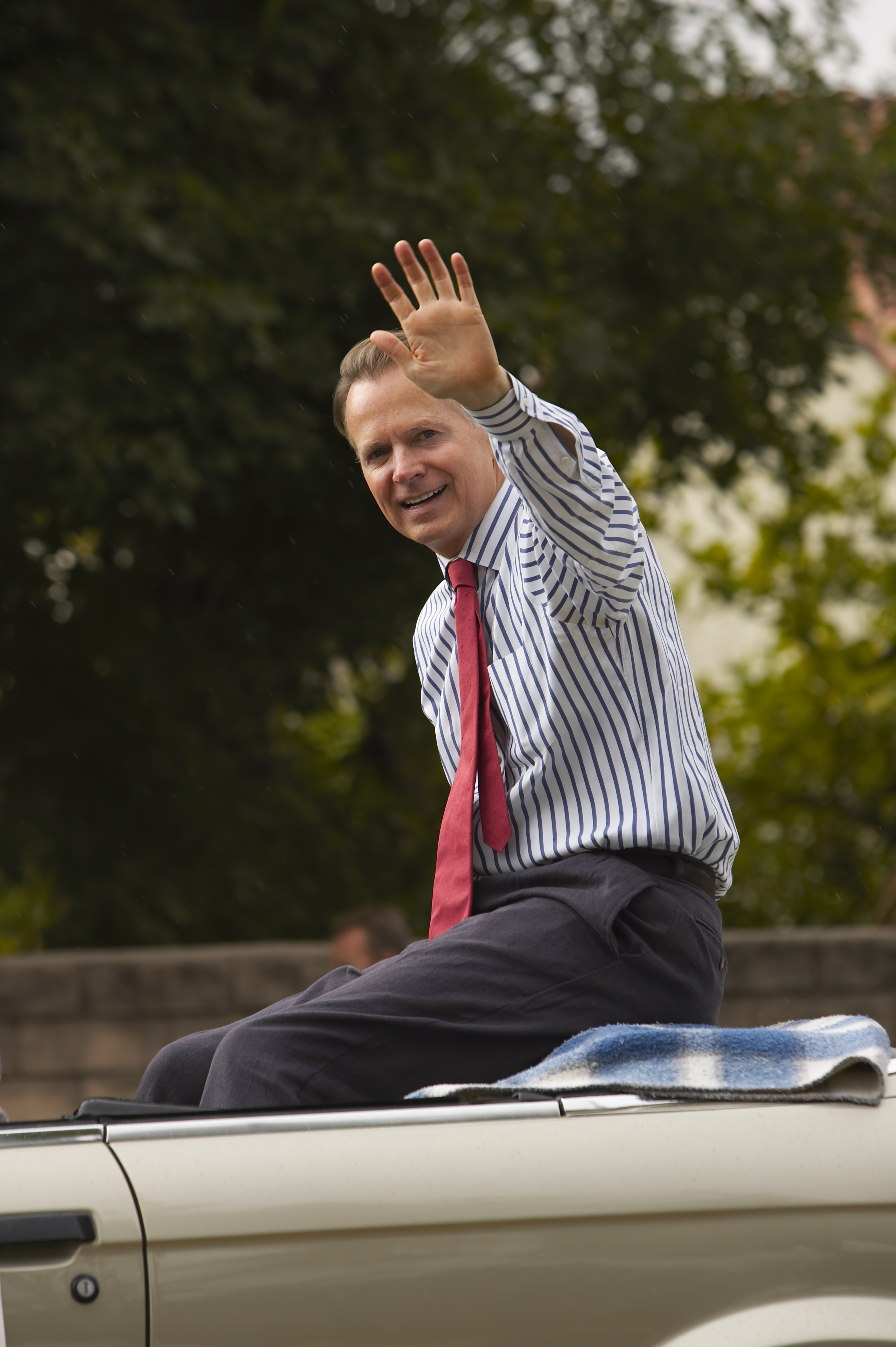
David Dreier

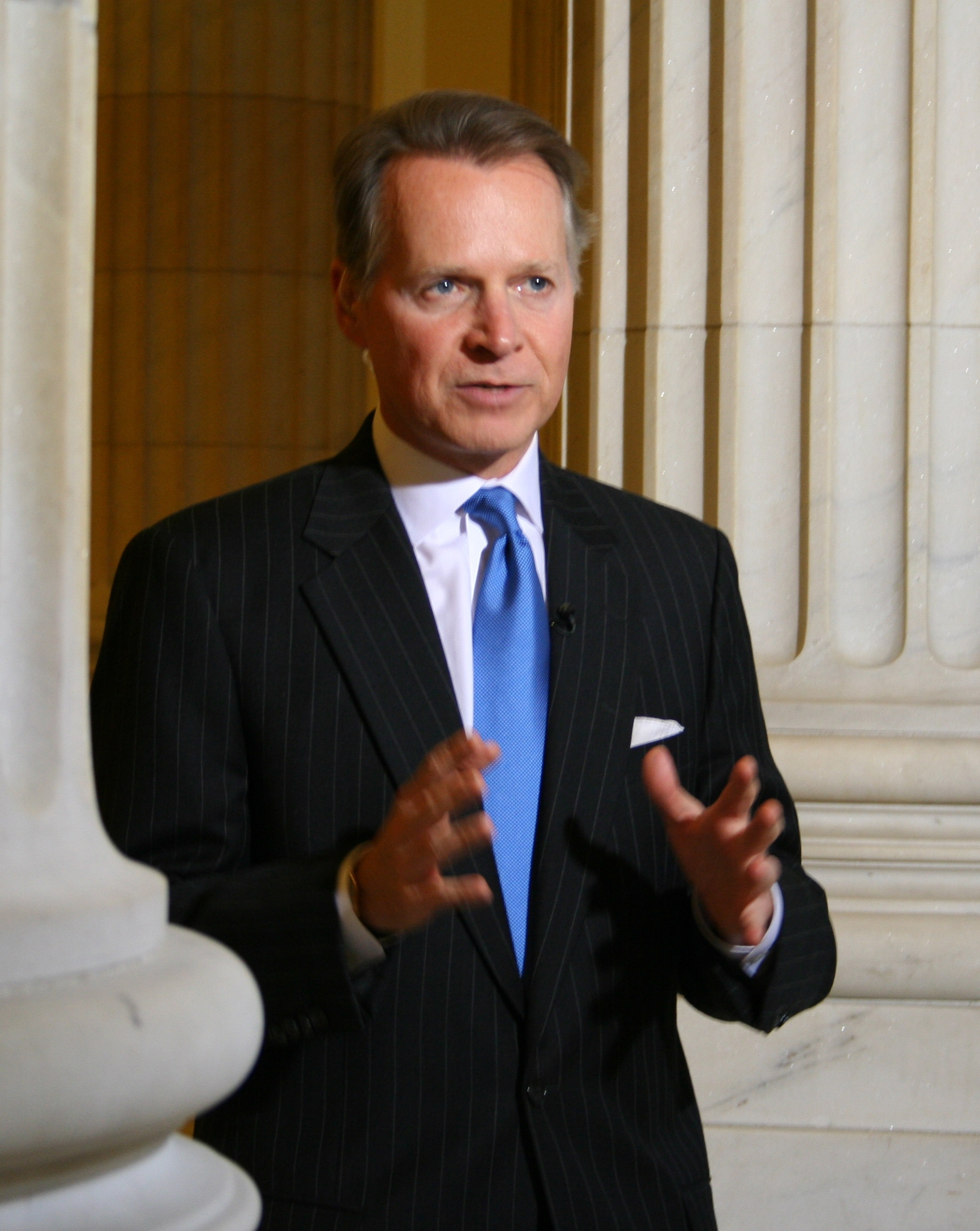
David Dreier

David Timothy Dreier, född 5 juli 1952 i Kansas City, Missouri, är en amerikansk republikansk politiker. Han är ledamot av USA:s representanthus sedan 1981.
Dreier gick i skola i Saint Louis. Han flyttade sedan till Kalifornien. Han utexaminerades 1975 från Claremont Men's College (numera Claremont McKenna College. Han avlade 1976 sin master vid Claremont Graduate School (numera Claremont Graduate University).
Dreier förlorade mot sittande kongressledamoten James F. Lloyd i kongressvalet 1978. Han utmanade Lloyd på nytt två år senare och vann valet. Han har omvalts fjorton gånger.